# Agghju
Agghju (en italià Aggius) és un municipi italià, dins de la província de Sàsser. L'any 2007 tenia 1.643 habitants. Es troba a la regió de Gal·lura. Limita amb els municipis d'Aglientu, Bortigiadas, Tempio Pausania, Trinità d'Agultu e Vignola i Viddalba (SS).

## Administració
| Període | Identitat         | Partit        |
| ------- | ----------------- | ------------- |
| 2005-   | Francesco Muntoni | Llista cívica |